# 拉科齐博物馆
拉科齐博物馆（土耳其語：Rakoçi Müzesi）是土耳其西北部泰基尔达（罗多斯托）的一座故居博物馆，是一座重建的18世纪房屋，专注于匈牙利民族英雄拉科齐·费伦茨二世的生平和时代，他在晚年的1720-1735年流亡期间曾居住于此。1982年，这座房子捐赠给匈牙利政府后，改为博物馆。从那时起，它就成为匈牙利人朝圣的地方。。

## 历史
拉科齐·费伦茨二世（1676–1735）是匈牙利贵族，匈牙利最富有的地主，也是特兰西瓦尼亚大公。他在1703年至1711年间领导了第一次起义，反抗奥地利哈布斯堡王朝。起义失败后被迫流亡。他在波兰住了几年，后来试图在英国和法国寻求庇护，但都没有成功。1717年，拉科齐和他的随从最终在奥斯曼帝国的加里波利登陆，接受了苏丹艾哈迈德三世（1703-1730年在位）的提议，苏丹派遣了一艘帆船去接他们。 在埃迪尔内和伊斯坦布尔居住后，1720年，他搬进罗多斯托（泰基尔达）分配给他的一所房子，一直住在那里，直到1735年4月8日去世。。他的追随者，其中包括散文家克勒门·米克斯（Kelemen Mikes）和许多贵族，也定居在他家附近的街道上，在泰基尔达形成一个大型匈牙利社区。
1906年，拉科齐的遗体，以及他在这所房子里的个人物品，从伊斯坦布尔转移到匈牙利的科希策（今属斯洛伐克）。

## 博物馆
这座建筑是一座18世纪的木屋，为典型的奥斯曼建筑风格。共有三层、十个房间。它位于一座小山上，俯瞰马尔马拉海。在现代修建海岸公路之前，这座房子离海更近。
这座建筑于20世纪80年代初捐赠给匈牙利，根据1906年前往泰基尔达旅行的匈牙利艺术家绘制的室内插图重建。展出的物品是完全仿照原作制作的复制品。博物馆藏品中只有少数物品是原件。博物馆于1982年9月25日正式对外开放。该博物馆被视为土耳其和匈牙利之间的文化桥梁，匈牙利政府再次修复该博物馆，并于2010年重新开放。

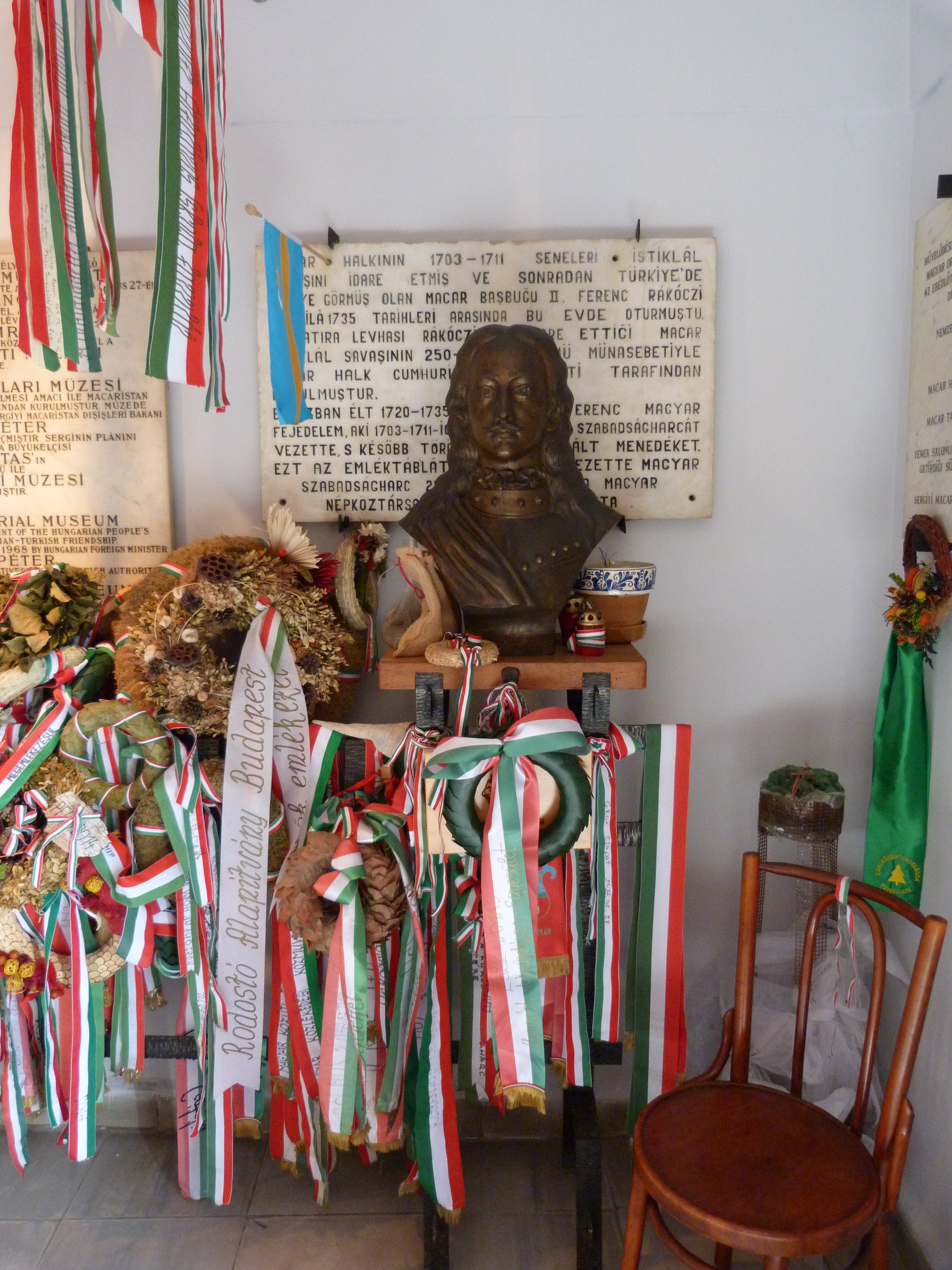
拉科齐青铜半身像

底楼有一尊拉科齐的青铜半身像，地下室有他的管家凯勒曼·迈克的半身像。墙上装饰着拉科齐的母亲伊洛娜·兹里尼、继父伊姆雷·瑟克利及其助手的油画肖像，还有一面印有他家族纹章的旗帜。在建筑内，设有厨房、食品储藏间、东方厕所和一口水井。
在二楼，陈列着来自匈牙利的瓷器和陶瓷制品，一个属于拉科齐母亲的银线钱包。匈牙利画家阿拉达尔·埃迪维·伊列斯（Aladár Edivi Illes，1870-1958）的水彩画描绘了旧日的泰基尔达景观，悬挂在这一层的墙上。